# NGC 3347B
NGC 3347B is een balkspiraalstelsel in het sterrenbeeld Luchtpomp. Het hemelobject ligt in de buurt van NGC 3347, NGC 3347A en NGC 3347C.

## Synoniemen
- ESO 376-10
- MCG -6-24-5
- IRAS10397-3640
- PGC 31875